# Emercoin

Emercoin (Эмеркойн, EMC) — криптовалюта с двумя типами генерации новых блоков (майнинга): PoW и PoS. Криптография основана на хешах SHA-256. Код ПО открыт под лицензией GPLv3).
По словам руководителя проекта, Emercoin сделан как гибрид NameCoin и PPCoin.
ПО имеет открытое API для взаимодействия с другими приложениями.

## Описание
Блокчейн Эмеркойна представляет собой платформу для разработки распределённых сервисов со следующими особенностями:
- использует гибридный майнинг PoW+PoS, причём для PoW используется совместный с Биткойн майнинг (merge mining), что обеспечивает высокие требования для выполнения атаки 51%;
- сложность майнинга пересчитывается при выпуске каждого блока (это исключает атаку на сложность майнинга, которой подвержен Биткойн[3]);
- награда PoW-майнера пересчитывается при выпуске каждого блока;
- публичный IP-адрес узла определяется с помощью случайно выбранного из списка сервера STUN, тогда как в Bitcoin Core для этого используется обращение к единственному веб-серверу в интернете, который принадлежит организации Din, Inc.[4];
- неограниченная эмиссия и уничтожение монет (происходит при использовании сервисов блокчейна — пересылка монет, покупка записей в NVS);
- ПО кошелька использует STUN для получения внешнего адреса IP в случае NAT;
- используется оптимизатор транзакций, чтобы получить сумму транзакции без сдачи;
- полностью децентрализован — контрольные точки (check points, предотвращают «атаку из глубины» на PoS-майнинг) генерируются сетью узлов динамически;
- содержит доверенное распределённое хранилище произвольных данных с децентрализованным управлением.

Используемый в 2018 г. функционал: безопасность корпоративных сетей, безопасный доступ без пароля, доказательства владения цифровыми активами и авторскими правами, безопасность сделок, альтернативная децентрализованная система доменов, децентрализованная сеть оплаты за клик.

## Возможности
Emercoin предлагает набор функциональных сервисов.
EmerNVS — сервис хранения пар имя -> значение (Name-Value Storage, NVS). Длина имени — до 512 байт, значения — до 20 килобайт, содержание произвольно. Используется как основа для остальных сервисов.
EmerDNS — децентрализованная система доменных имен с пирингом в OpenNIC. Может поддерживать любую зону DNS TLD, но разработчики Emercoin рекомендуют использовать записи EmerDNS только в зонах .emc, .coin, .lib, .bazar.
EmerSSH — децентрализованная инфраструктура открытых ключей (PKI) для SSH со списками управления доступом (ACL).
EmerSSL — система беспарольного входа и идентификации пользователя. В NVS хранятся «отпечатки» SSL-сертификатов клиента.
EmerDPO — децентрализованное подтверждение прав собственности (подлинности). В NVS хранится серийный номер физического имущества или хеш цифрового.
EMCLNX — одноранговая сеть текстовой рекламы, основанная на оплате за клик. Она использует NVS в качестве распределенного хранилища рекламных контактов и Emerсoin в качестве платёжной единицы.
EmcMAGNET — хранилище «магнитных ссылок» BitTorrent.
ENUMER — система поддержки телефонных записей ENUM для IP-телефонных систем, преимущественно SIP.
EmerTTS — система добавления «отметок времени» к любой записи из блокчейна Emercoin.

## История
- 8 декабря 2013 года: запуск проекта (первый релиз ПО, анонс в тематических форумах).
- 11 февраля 2014 года: запущен спонсорский проект оплаты эмеркойнами расчётов Folding@Home.
- 4 ноября 2014 года: добавлено распределённое доверенное хранилище данных общего назначения Name-Value Storage (NVS). На базе NVS реализован распределённый альтернативный DNS.
- 30 ноября 2015: неизвестный злоумышленник, воспользовавшись уязвимостью, унаследованной от PPCoin, создал побочную ветвь блокчейна и часть узлов обслуживала эту фиктивную ветвь. 1 декабря 2015 уязвимость протокола была устранена.
- 4 января 2016: Эмеркойн вошёл в число партнёров программы Microsoft Azure BaaS[6].
- 13 февраля 2017: стал возможен совместный майнинг с Биткойном.
- 26 июля 2018: добавлена поддержка SegWit, в ядро заложена поддержка технологии микротранзакций.

## Разработчики
Группа разработчиков Emercoin называет себя «Emercoin International Development Group».
Евгений Шумилов является основателем и руководителем проекта.
Олег Ховайко является экспертом по криптографии и финансовым технологиями, а также техническим директором.

## Использование
С февраля 2015 г. доменная зона flibusta.lib используется электронной библиотекой Флибуста для доступа пользователей, блокируемого системами DPI провайдеров.
С июля 2015 года CMS Drupal поддерживает аутентификация пользователей через EMCSSL.
Серверы DNS проекта OpenNIC обеспечивают преобразование в адрес IP доменов, размещённых в Emercoin.
С февраля 2014 года можно было заработать эмеркойны участием в проекте Folding@Home (коллективные расчёты белковых молекул Стенфордского университета): спонсоры оплачивают эмеркойнами расчётные баллы Folding@Home. В 2016 году выплаты эмеркойнами прекращены из-за исчерпания спонсорских средств.
В 2015 году компания Hashcoins внедрила EMCSSH.
В мае 2016 года реализована поддержка доменных имён в сети I2P с хранением записей о доменах в блокчейне Emercoin.
В 2016 году Представительство ООН в Республике Молдова тестирует возможность использования блокчейна Emercoin в управлении парком автомобилей с целью снижения расходов. Эта работа проводится в рамках программы развития ООН (ПРООН).
С января 2017 года браузерный плагин FriGate поддерживает доменные зоны EMCDNS.
17 марта 2017 года на конференции BlockchainUA одна из компаний холдинга Deloitte представила реестр корпоративной документации на блокчейне Эмеркойн — «DocSensus».
15 марта 2018 года компания Кока-кола совместно с Государственным департаментом США объявила об использовании блокчейна Эмеркойн для ведения реестра производителей в рамках борьбы с принудительным трудом.
9 мая 2018 года Emercoin и Университет бизнеса и технологий Тбилиси (Грузия) начали сотрудничество и 2 августа 2018 года внедрили систему Trusted Diploma для верификации дипломов.
11 июля 2018 года Emercoin внедряет блокчейн-технологию ENUMER в VoIP приложение.
9 августа 2018 года Emercoin и Blockchain development Association of Latvia подписали соглашение о сотрудничестве для совместного развития блокчейн-сообщества.
15 aвгуста 2018 года Emercoin начала сотрудничество с компанией Infopulse, которая занимается разработкой современного программного обеспечения. Компании планируют разрабатывать инновационные решения, продвигать блокчейн среди своих клиентов и сообщества разработчиков.
1 ноября 2018 года Финансовая академия "Актив" разработала платформу Finassessment, которая в автоматическом режиме передает в блокчейн Emercoin ключевую информацию о всех этапах обучения студентов. От момента поступления на курс до получения диплома.
13 сентября 2019 Криптовалютная биржа Livecoin применяет блокчейн-приложение EmerSSL для авторизации пользователей.